# Lennert Teugels
Lennert Teugels (9 april 1993) is een Belgisch wielrenner die anno 2025 rijdt voor Tarteletto-Isorex.

## Carrière
Teugels begon zijn carrière in de amateurreeksen bij het Belgische clubteam United Cycling Team. In 2017 liep Teugels stage Veranda's Willems-Crelan samen met Arjen Livyns. Vanaf 2018 tot en met 2019 kwam hij uit voor Cibel. Na de drie daaropvolgende seizoenen bij Tarteletto-Isorex te hebben gereden maakte hij in 2023 de overstap naar Bingoal WB. Hij keerde in 2025 terug naar Tarteletto-Isorex.

## Privéleven
Teugels is getrouwd met de Finse renster Laura Vainionpaa wiens broer Oskari Vainionpaa ook een wielrenner was.

## Overwinningen
2011
10de Remouchamps-Ferrières-Remouchamps
2017
3de Overall Ronde van Namen
1ste Etappe 3
3de Ardense Pijl
6de Omloop Het Nieuwsblad, Beloften
2018
2de Ronde van de Vendée
3de Eindklassement Kreiz Breizh Elites
2019
2de Eindklassement Ronde van Luik
7de Volta Limburg Classic
7de EindklassementFlèche du Sud
2021
Ronde van Rwanda
1ste  Bergklassement
1ste  Sprintersklassement
8ste Gylne Gutuer
2022
2de Eindklassement Ronde van Griekenland
1ste Etappe 3
3de Eindklassement Belgrado-Banja Luka
4de SD WORX Criterium du Brabant Wallon
4de Dwars door Wingene
9de Circuit de Wallonie
9de Polynormande
2023
1ste Bergklassement La Tropicale Amissa Bongo
6de Volta Limburg Classic
9de Muscat Classic
10de Per Sempre Alfredo

## Resultaten in voornaamste wedstrijden
|      | \| Jaar \| Luik-Bast.‑Luik \| Waalse Pijl \| \| ---- \| --------------- \| ----------- \| \| 2023 \| 108e \| 70e \| |             |
| Jaar | Luik-Bast.‑Luik | Waalse Pijl |
| 2023 | 108e | 70e         |

## Ploegen
- 2013 –  United Cycling Team
- 2014 –  United Cycling Team
- 2015 –  Profel United CT
- 2016 –  Profel United CT
- 2017 –  Profel United CT
- 2017 –  Veranda's Willems-Crelan (stagiair vanaf 1 augustus)
- 2018 –  Cibel-Cebon
- 2019 –  Cibel
- 2020 –  Tarteletto-Isorex
- 2021 –  Tarteletto-Isorex
- 2022 –  Tarteletto-Isorex
- 2023 –  Bingoal Pauwels Sauces WB
- 2024 –  Bingoal WB
- 2025 –  Tarteletto-Isorex

Bille · Cordeel · De Bondt · Devolder · Dupont · Duijn · Godrie · Goolaerts · Jaspers · Kruopis · Merlier · Prémont · van Aert · Van Breussegem · Van Zummeren · Vergaerde · Livyns (stagiair) · Teugels (stagiair)
Bouvry · Cobbaert · Coenen · Cools · De Bock · De Paepe · Dieleman · Jans · Janssens · Marchand · Raymackers · J. Reynaerts · W. Reynaerts · Ruyters · Stevens · Teugels
Blouwe · De Maeght · De Tier · Desal · Guerin · Lauk · Malucelli · Meens · Mertens · Mertz · Peyskens · Robeet · Salby · Teugels · Tizza · Van Boven · Van der Beken · Van Keirsbulck · Van Rooy · Vandepitte · Matthys (stagiair) · Persico (stagiair)
Blouwe · De Meester · De Tier · Desal · Matthys · Meens · Mertens (tot 31/5) · Persico · Peyskens · Portsmouth · Salby · Teugels · Tizza · Van Boven · Van der Beken · Van Rooy · Vandepitte · Vermoote · Villa · Vliegen · Weemaes · Van Petegem (stagiair)